# Anna (film, 1951)
Pour les articles homonymes, voir Anna.
Pour plus de détails, voir Fiche technique et Distribution.
Anna est un film franco-italien réalisé par Alberto Lattuada sorti en 1951.

## Synopsis
Anna, une jeune novice, travaille comme infirmière dans un hôpital public de Milan, où les médecins et les patients l’apprécient beaucoup pour sa douceur et le zèle qu'elle met à son travail. Une nuit, un homme arrive à l'hôpital, gravement blessé dans un accident de la route, et Anna reconnait en lui Andrea, le jeune homme qu’elle avait aimé (et qui l’aimait) et avec qui elle aurait dû se marier avant de prononcer ses vœux. Pendant que le médecin-chef s'occupe du blessé, la jeune infirmière se remémore les évènements passés qui l'ont amenée à choisir une nouvelle vie. Elle avait été chanteuse dans une boite de nuit et était la maitresse de Vittorio, le serveur de bar, un homme cruel et cynique, auquel elle était liée par une passion morbide. 
Ayant rencontré Andrea, un brave jeune homme avec des principes, elle était tombée amoureuse de lui et, pour échapper à l'emprise de Vittorio, avait abandonné son travail et s’était réfugiée dans la ferme de son bienaimé, où sa famille l’avait bien accueillie après un premier mouvement de méfiance de la mère d'Andrea. Mais Vittorio était parvenu à retrouver la jeune fille et, s’étant introduit dans la maison de campagne la veille du mariage d'Anna et d’Andrea, était entré avec ce dernier dans une lutte violente, au cours de laquelle un coup de feu était parti, frappant à mort Vittorio. Anna, blessée elle-même dans la lutte et choquée de ce qui s'était passé et dont elle se sentait responsable, s’était vue chassée par Andrea, coupable d'un crime à cause d'elle (même si peu après il avait changé d’avis). Traumatisée elle s’était enfuie et avait été secourue par un passant qui l'avait emmenée à l'hôpital : c’est là, pendant son séjour, qu’avait muri en elle la décision de prononcer ses vœux et de devenir nonne. 
Maintenant, l'âme de la novice est déchirée entre l'amour pour cet homme, amour toujours vivant en elle, et les devoirs imposés par sa nouvelle vie. Andrea, convalescent, lui dit qu'il est toujours amoureux d'elle et lui demande à nouveau de l'épouser, lui proposant de s'enfuir de l'hôpital avec lui le soir même, lorsqu'il aura été libéré. Anna est sur le point de céder lorsque lui parvient la nouvelle d'une grave catastrophe ferroviaire, avec de nombreux blessés, certains dans un état très critique, Anna choisit de ne pas retourner vers Andrea et manque son rendez-vous avec lui (ayant compris, il repart seul). Elle se prépare, avec le professeur Ferri qui dirige l'hôpital, pour une intervention chirurgicale dans la salle d'opération sur l'un des blessés les plus graves de l'accident, convaincue dans son cœur d'avoir fait le bon choix, malgré la souffrance de devoir abandonner à nouveau (et cette fois pour toujours) celui qu'elle aime.

## Citation
Un cours extrait du film apparait dans le film Journal intime de Nanni Moretti. En voyant le film passer à la télévision dans une trattoria, Nanni Moretti se met a danser puis s'exclame : « C'est un film étrange, la Mangano est une sœur puis elle se met à danser dans une boite de nuit »[réf. souhaitée].

## Fiche technique
- Réalisation : Alberto Lattuada
- Scénario : Giuseppe Berto, Franco Brusati, Dino Risi
- Producteur : Dino De Laurentiis, Carlo Ponti
- Société de distribution et de production : Lux Film
- Photographie : Otello Martelli
- Montage : Gabriele Varriale
- Musique : Nino Rota, Armando Trovajoli
- Pays :  Italie
- Langue : italien
- Genre :
- Durée : 107 minutes
- Date de sortie :
- Dates de sortie : 
  - Italie : 20 décembre 1951
  - France : 26 septembre 1952

## Distribution
- Silvana Mangano : Anna
- Gaby Morlay : la mère supérieure
- Raf Vallone : Andrea
- Jacques Dumesnil : le professeur Ferri
- Vittorio Gassman : Vittorio
- Patrizia Mangano : Luisa
- Natascia Mangano : Lucia Manzi
- Piero Lulli : le docteur Manzi
- Dina Romano : sœur Paulina
- Rosita Pisano : sœur Carmela
- Lamberto Maggiorani : le malade blessé au ventre
- Lyla Rocco : une infirmière
- Sophia Loren : l'assistante de Vittorio au night-club

## Analyse
Anna est un des succès du cinéma italien des années 1950 et a contribué à révéler l'actrice Silvana Mangano, âgée de 21 ans au moment du tournage. Le film enregistre 9 965 624 entrées et rapporte 1 025 365 000 lires en se plaçant 1er du Box-office Italie 1951.